# Platylecanium elongatum
Platylecanium elongatum är en insektsart som beskrevs av Takahashi 1951. Platylecanium elongatum ingår i släktet Platylecanium och familjen skålsköldlöss. Inga underarter finns listade i Catalogue of Life.